# Kura al-Sham
Kura al-Sham (arab. قرى الشام) – miejscowość w Syrii w muhafazie Damaszek. W 2004 roku liczyła 1067 mieszkańców.